# Matola
Matola   este un oraș  în  Mozambic. Este reședința  provinciei  Maputo.